# Cyclichthys
Cyclichthys – rodzaj morskich ryb rozdymkokształtnych z rodziny najeżkowatych.

## Klasyfikacja
Gatunki zaliczane do tego rodzaju:

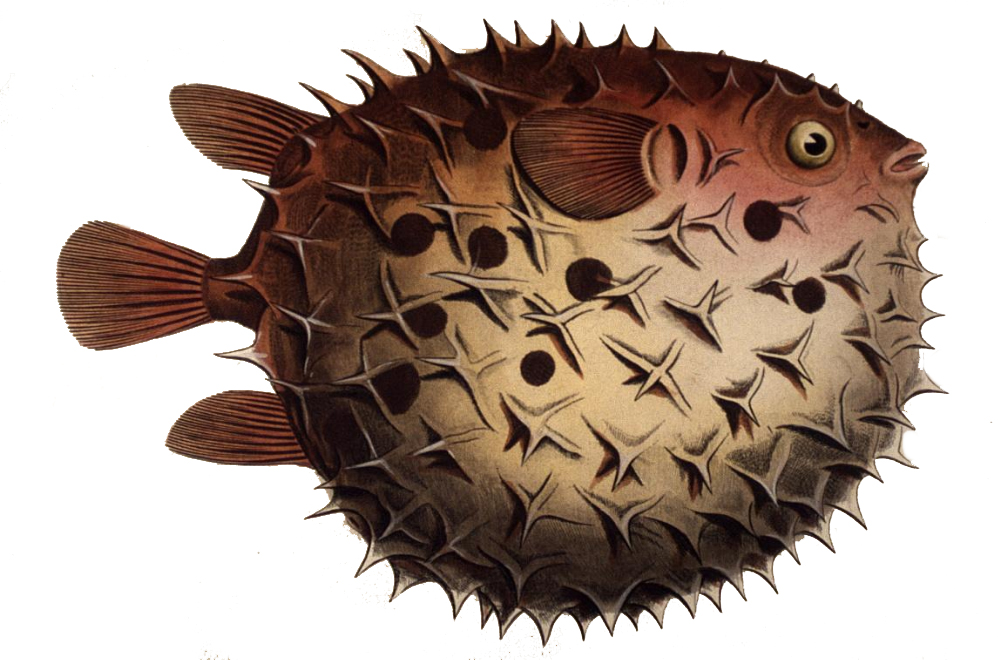
Cyclichthys hardenbergi
- Cyclichthys orbicularis
- Cyclichthys spilostylus

- Cyclichthys orbicularis